# Philippe de Villiers
Philippe Marie Jean Joseph Le Jolis de Villiers de Saintignon, conhecido como Philippe de Villiers (francês: [filip də vilje]; nascido em 25 de março de 1949) é um empresário, político e romancista francês. Ele é o fundador do parque temático Puy du Fou na Vendeia, centrado na história da França. Nomeado Secretário de Estado da Cultura em 1986 pelo presidente François Mitterrand, de Villiers ingressou na Assembleia Nacional no ano seguinte e no Parlamento Europeu em 1994.
Depois de deixar o Partido Republicano (PR) para fundar o Movimento pela França (MPF), foi o seu candidato nas eleições presidenciais de 1995 e 2007. Recebeu 4,74% dos votos na primeira vez, ficando em sétimo lugar; doze anos depois, obteve 2,23% dos votos, colocando-o em sexto lugar. De Villiers tem sido internacionalmente notável pelas suas críticas à imigração em massa e ao Islão em França, bem como pelo seu ardente apoio ao modo de vida francês. O seu irmão, o general Pierre de Villiers, serviu como Chefe do Estado-Maior de Defesa de 2014 a 2017.

## Vida pessoal

Brasão da família Le Jolis De Villiers

De Villiers nasceu em Boulogne, no departamento da Vendeia, oeste da França, o segundo de cinco filhos e filho mais velho de Jacques Le Jolis de Villiers de Saintignon (nascido em Nancy, 14 de novembro de 1913) e a sua esposa Edwige d'Arexy (nascida em Nantes, 1 de julho de 1925). O seu avô paterno, Louis Le Jolis de Villiers, nascido em Brucheville em 17 de outubro de 1874, foi morto em combate na Primeira Guerra Mundial em Saint-Paul-en-Forêt em 10 de setembro de 1914. Em 24 de outubro de 1904, casou-se com Jeanne de Saintignon (27 de julho de 1880 – 25 de agosto de 1959), com quem teve cinco filhos, o mais novo dos quais era o pai de Philippe, Jacques.
De Villiers obteve o título de mestre em Direito em 1971, formou-se no Instituto de Estudos Políticos de Paris em 1973 e na École nationale d'administration em 1978. Após os seus estudos, De Villiers tornou-se um empresário de sucesso. Criou o Puy du Fou, um dos parques temáticos mais visitados da França, como demonstração viva da história francesa. O parque temático inclui uma réplica de cidade medieval com o 'Estádio Galo-Romano', um coliseu projetado por De Villiers para alimentar o sentimento patriótico ao recriar rebeliões gaulesas contra a Roma Imperial. O parque Puy du Fou recebeu prémios da Themed Entertainment Association em 2012, 2016, 2017 e 2019.
É um aristocrata francês e descendente do diplomata e historiador Louis Philippe, conde de Ségur e do ministro e regente Philippe II, duque de Orleães. Desde 2007 é membro do Parlamento Europeu (Grupo Independência/Democracia). Ele tem 1,85 metros de altura.
É casado com Dominique du Buor de Villeneuve, nascida em Valenciennes em 4 de outubro de 1950 e tem sete filhos: Caroline (nascida em Montaigu, 12 de agosto de 1976), Guillaume (nascido em La Roche-sur-Yon, 14 de dezembro de 1977), Nicolas (nascido em La Roche-sur-Yon, 10 de setembro de 1979), Marie (nascida em Nantes, 5 de outubro de 1981), Laurent (nascido em La Roche-sur-Yon, 8 de abril de 1984), Bérengère (nascida em La Roche-sur-Yon, 1 de outubro de 1988) e Blanche (nascida em Cholet, 21 de junho de 1993).

## Carreira

### Candidatura presidencial de 1995
De 1976 a 1978, De Villiers serviu como funcionário público sénior na administração Chirac. Em 1981, renunciou ao cargo de subprefeito porque não queria servir o governo do presidente socialista François Mitterrand. Em 1986 e 1987, atuou brevemente como Secretário de Estado da Cultura (Secrétaire d'État auprès du Ministre de la Culture) no segundo governo de Jacques Chirac, sob o ministro François Léotard. A sua nomeação foi inicialmente malvista pelo Libération e por vários outros órgãos de imprensa, que se referiram à sua "personalidade ambígua". No entanto, Villiers apoiou a política mista e não ideológica de Leotard em relação à cultura francesa.
Em 1987, foi eleito para um cargo local como membro do Partido Republicano de Valéry Giscard d'Estaing. Ele tornou-se uma estrela em ascensão dentro da União para a Democracia Francesa. Durante o debate público sobre o Tratado de Maastricht, que estabeleceu a União Europeia, em 1992, alcançou destaque duradouro na comunicação social como um ativista anti-Tratado. Isso diferenciava-o dos membros mais proeminentes da direita política dominante. O povo francês ratificou o Tratado por pouco em setembro de 1992. De Villiers liderou uma lista anti-integração europeia em 1994, recebendo cerca de 12 por cento dos votos, colocando-a em terceiro lugar, atrás dos gaullistas e dos socialistas. Villiers centrou a campanha na oposição à União Europeia, juntamente com um apelo à eliminação da corrupção no governo. Em novembro de 1994, Villers deixou o Partido Republicano para formar o Movimento pela França. Ele concorreu à presidência da França em 1995 e recebeu cerca de 5% dos votos.

### Candidatura presidencial de 2007

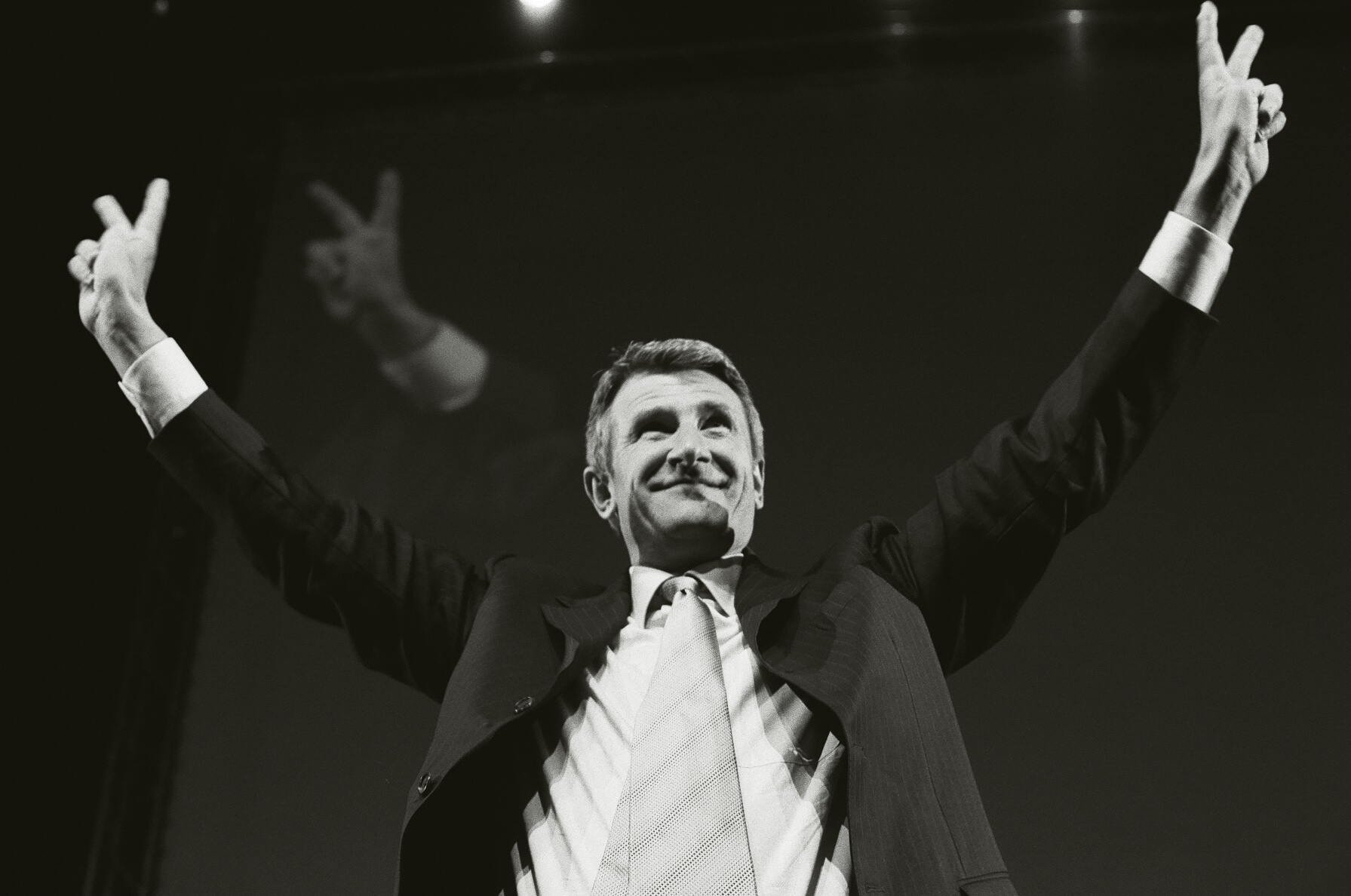
Philippe de Villiers, maio de 2005

Outrora membro da União para a Democracia Francesa, liderou então o Movimento pela França, que obteve algum sucesso nas eleições para o Parlamento Europeu. A parcela de votos do partido diminuiu nas eleições para o Parlamento Europeu de 2004. No entanto, Villiers e dois outros membros do seu partido foram eleitos.
De Villiers concorreu à presidência francesa em 2007 e baseou a sua campanha na oposição ao que considera ser a islamização desenfreada da França. Em maio de 2006, as sondagens mostraram que ele tinha obtido o apoio de cerca de 4% do eleitorado, quase o dobro do que realmente obteve na primeira volta das eleições presidenciais. Uma pesquisa "Ifop-Paris-Match" realizada em 12 de outubro de 2006 deu-lhe o maior índice de popularidade de todos os tempos, com 37% dizendo que "têm uma opinião excelente ou boa" de Villiers, e 28% dizendo que poderiam votar nele em 2007. Isso não foi confirmado nos resultados do primeiro turno de votação, onde ele recebeu menos de 3% do voto popular.
Após o primeiro turno das eleições presidenciais de 2007, ele pediu aos eleitores que votassem no candidato da União para um Movimento Popular (UMP), Nicolas Sarkozy, para se opor à candidata do Partido Socialista, Ségolène Royal, e à esquerda.
Villiers e Konstantin Malofeev estão a planear construir dois parques temáticos relacionados à história russa: um em Moscovo e outro em Yalta (Crimeia); isto apesar de Malofeev ter sido adicionado à lista da União Europeia de pessoas e organizações sancionadas durante a Guerra Russo-Ucraniana (Malofeev é suspeito de financiar os rebeldes pró-Rússia em Donbass durante a Guerra Russo-Ucraniana). Em agosto de 2014, Villiers viajou para a Crimeia para se encontrar com o presidente russo, Vladimir Putin; enquanto estava lá, defendeu a anexação russa da Crimeia em 2014, dizendo que o parque da Crimeia irá "promover a história da Crimeia como parte da longa história da Rússia". Ele também afirmou: "Eu trocaria com prazer Hollande e Sarkozy por Putin".

## Posições políticas

### Crítica ao Islão
De Villiers é conhecido por suas críticas ao Islão na França. Ele afirmou: “Sou o único político que diz aos franceses a verdade sobre a islamização da França” e “Não creio que o Islão seja compatível com a República Francesa”. Ele defende o fim de toda a construção de mesquitas, a proibição de todas as organizações islâmicas suspeitas de ligações com terrorismo e a expulsão de indivíduos extremistas da França.
De Villiers publicou Les mosquées de Roissy: nouvelles révélations sur l'islamisation en France (As Mesquitas de Roissy: Novas Revelações sobre a Islamização na França) em 2006. Nele ele alegou, usando documentos internos de denunciantes, que a Irmandade Muçulmana havia se infiltrado no pessoal de segurança do Aeroporto Charles de Gaulle, perto de Paris. O livro levou à revogação das autorizações de segurança de setenta e dois funcionários e ao fechamento de seis salas de oração muçulmanas improvisadas.
Der Spiegel, The Wall Street Journal, The Boston Globe e The San Francisco Chronicle rotularam De Villiers como "extrema-direita" por causa das suas opiniões sobre o Islão e os imigrantes muçulmanos.

### Filosofia politica
Villiers é um nacionalista, um tradicionalista e um importante eurocéptico. Ele se autodescreveu como um "conservador de raiz". Durante o seu mandato sob François Léotard, ele disse que compartilhava do "liberalismo libertário" de Léotard, de base americana. Em 1995, The Economist referiu-se a ele como "um monarquista católico efémero".
Ele defende a redução de impostos, a expulsão de todos os imigrantes ilegais e a prevenção da adesão da Turquia à UE. Ele é um crítico veemente da relação da União Europeia com a França, acusando-a de "destruir os seus empregos, a sua segurança e a sua identidade" e dizendo que "a Europa de Bruxelas é uma ditadura antidemocrática". Ele foi um líder do lado que defendeu o voto 'Não' no referendo francês de 2005 sobre a Constituição Europeia. Villiers lançou então uma campanha para restaurar o franco, observando que "Todos observam hoje que a adoção do euro foi um sucesso técnico, mas o seu custo económico, político e humano é incontestável."
Villiers opõe-se à imigração para a França em geral, mas defende que “os casos individuais sejam tratados com a maior humanidade”. Ele também se opõe à expulsão dos atuais imigrantes que residem na França ou à sua sujeição à discriminação na habitação, no emprego ou em outras esferas. Apesar das suas diferenças sobre estas e outras questões, Jean Marie Le Pen, da Frente Nacional, observou que as ideias de Villiers foram "tiradas" dele e que os seus "votos deveriam ser somados". Villiers cunhou a frase "Canalizador Polaco" num discurso político de junho de 2005 sobre a diretiva Bolkestein, referindo-se à perceção da ameaça da mão de obra barata da Europa de Leste aos salários franceses. A figura mítica tornou-se um ponto central de debate na França e mais tarde gerou uma controvérsia internacional. Ele também se referiu ao "pedreiro letão" e ao "jardineiro estónio".
O autor americano Harvey Gerald Simmons comparou o "fenómeno Villiers" ao apoio de Ross Perot nas eleições presidenciais americanas de 1992. Ele afirmou que De Villiers tem uma imagem populista e antiestablishment que o coloca à margem da principal direita política da França, e não na extrema-direita.

### Base de apoio
De Villiers reúne o apoio de católicos romanos praticantes, artesãos, aposentados, agricultores e pequenos empresários.

## Cargos ocupados
Função governamental
Secretário de Estado da Comunicação: 1986–1987.
Mandatos eleitorais
Parlamento Europeu
Deputado ao Parlamento Europeu: 1994–1997 (Renúncia, reeleito nas eleições parlamentares de 1997) / Julho-Dezembro de 1999 (Renúncia) / 2004–2014. Eleito em 1994, reeleito em 1999, 2004, 2009.
Assembleia Nacional da França
Membro da Assembleia Nacional da França pela Vendeia: 1987–1994 (tornou-se membro do Parlamento Europeu em 1994) / 1997–2004 (tornou-se membro do Parlamento Europeu em 2004). Eleito em 1987, reeleito em 1988, 1993, 1997, 2002.
Conselho Geral
Presidente do Conselho Geral da Vendeia: 1988–2010 (Renúncia). Reeleito em 1992, 1994, 1998, 2001, 2004, 2008.
Conselheiro geral da Vendeia: 1987–2010 (Renúncia). Reeleito em 1988, 1994, 2001, 2008.
Função política
Presidente do Movimento pela França: 1994–1999 / De 2000–2018 (partido dissolvido).

## Histórico eleitoral

### Presidencial
| Eleição | Primeiro round | Primeiro round | Primeiro round | Primeiro round | Segunda rodada | Segunda rodada | Segunda rodada | Segunda rodada |
| Eleição | Votos          | %              | Posição        | Resultado      | Votos          | %              | Posição        | Resultado      |
| ------- | -------------- | -------------- | -------------- | -------------- | -------------- | -------------- | -------------- | -------------- |
| 1995    | 1 443 186      | 4,74%          | (#7)           | Perdido        |                |                |                |                |
| 2007    | 818 407        | 2.23           | (#6)           | Perdido        |                |                |                |                |

## Obras
- de Villiers, Philippe (1988). Lettres aux jeunes qui ont peur de l'avenir. Paris: J.C. Lattès. ISBN 9782709606868. OCLC 19814079
- de Villiers, Philippe (1989). La chienne qui miaule. Paris: Albin Michel. ISBN 9782226041319. OCLC 23956484
- de Villiers, Philippe (1989). Lettre ouverte aux coupeurs de têtes et aux menteurs du bicentenaire. Paris: Albin Michel. ISBN 9782226037688. OCLC 21162937
- de Villiers, Philippe (1992). Notre Europe sans Maastricht. Paris: Albin Michel. ISBN 9782226061355. OCLC 27723538
- de Villiers, Philippe (1993). Avant qu'il ne soit trop tard. Paris: Albin Michel. ISBN 9782226061591. OCLC 300929353
- de Villiers, Philippe (1994). La société de connivence : ou comment faire avaler des serpents à sonnette. Paris: Albin Michel. ISBN 9782226069184. OCLC 463896420
- de Villiers, Philippe (1996). Dictionnaire du politiquement correct à la française. Paris: Albin Michel. ISBN 9782226085559. OCLC 35365534
- de Villiers, Philippe (1998). La machination d'Amsterdam. Paris: Albin Michel. ISBN 9782226105370. OCLC 40427463
- de Villiers, Philippe; Chamard, Michel (2001). L'aventure du Puy-du-Fou : entretiens avec Michel Chamard. Paris: Albin Michel. ISBN 9782226125927. OCLC 466988772
- de Villiers, Philippe (2001). Vous avez aimé les farines animales, vous adorerez l'euro. Paris: Albin Michel. ISBN 9782226128065. OCLC 48773417
- de Villiers, Philippe (2003). La 51ème étoile du drapeau américain. Paris: Albin Michel. ISBN 9782226142115. OCLC 53330108
- de Villiers, Philippe (2004). Quand les abeilles meurent, les jours de l'homme sont comptés : un scandale d'Etat. Paris: Albin Michel. ISBN 9782226142108. OCLC 417647739
- de Villiers, Philippe (2005). Les turqueries du grand Mamamouchi. Paris: Albin Michel. ISBN 9782226157027. OCLC 57464937
- de Villiers, Philippe (2006). Les mosquées de Roissy. Paris: Albin Michel. ISBN 9782226172648. OCLC 68706604
- de Villiers, Philippe (2007). Une France qui gagne. Paris: Albin Michel. ISBN 9782268061481. OCLC 81249751
- de Villiers, Philippe (2012). Les secrets du Puy du Fou. Paris: Albin Michel. ISBN 9782226240170. OCLC 793723733
- de Villiers, Philippe (2012). Le roman de Charette. Paris: Albin Michel. ISBN 9782226244215. OCLC 814233679
- de Villiers, Philippe (2013). Le roman de Saint Louis. Paris: Albin Michel. ISBN 9782226249777. OCLC 870978887
- de Villiers, Philippe (2014). Le roman de Jeanne d'Arc. Paris: Albin Michel. ISBN 9782226312341. OCLC 897805802
- de Villiers, Philippe (2015). Le moment est venu de dire ce que j'ai vu. Paris: Albin Michel. ISBN 9782226319067. OCLC 923825587
- de Villiers, Philippe (2016). Les cloches sonneront-elles encore demain ?. Paris: Albin Michel. ISBN 9782226393784